# T-dualitat

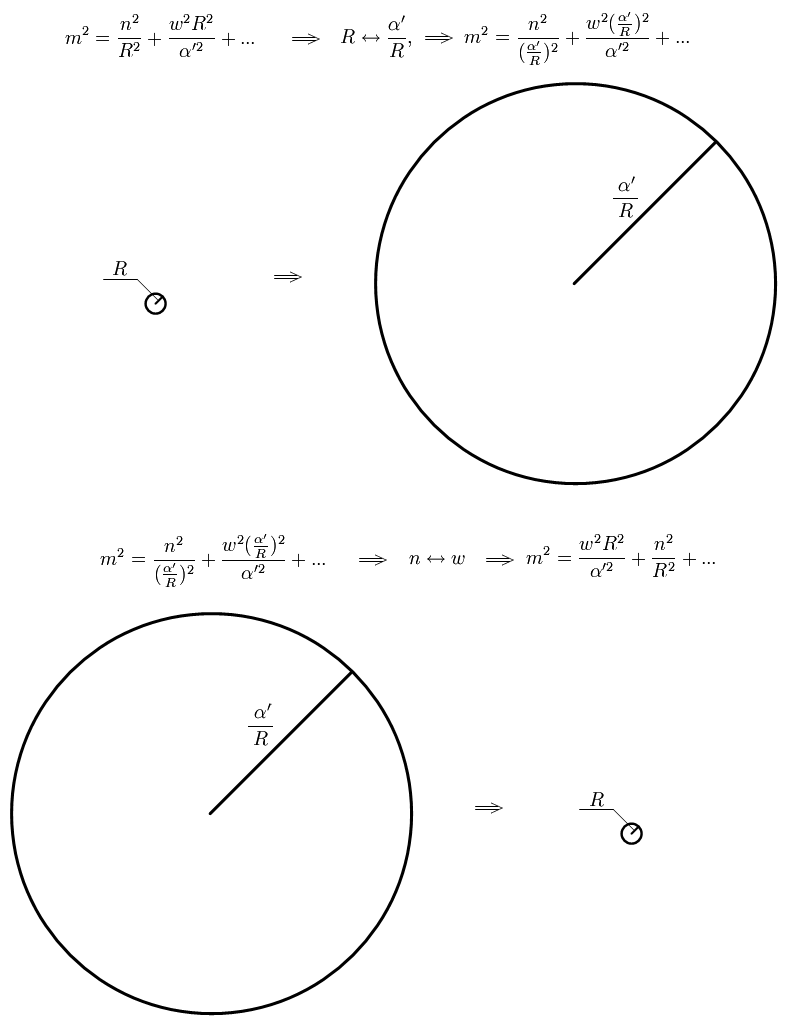
Visualització simplificada de matemàtiques de cordes T-dualitat.

En física teòrica, la dualitat T (abreviatura de dualitat espai-objectiu) és una equivalència de dues teories físiques, que poden ser teories de camps quàntiques o teories de cordes. En l'exemple més senzill d'aquesta relació, una de les teories descriu cadenes que es propaguen en un espai-temps amb forma de cercle d'algun radi {\displaystyle R}, mentre que l'altra teoria descriu cadenes que es propaguen en un espai-temps amb forma de cercle de radi proporcional a {\displaystyle 1/R}. La idea de la dualitat-T va ser assenyalada per primera vegada per Bala Sathiapalan en un document obscur l'any 1987. Les dues teories T-dual són equivalents en el sentit que totes les magnituds observables d'una descripció s'identifiquen amb quantitats de la descripció dual. Per exemple, l'impuls en una descripció pren valors discrets i és igual al nombre de vegades que la corda s'enrotlla al voltant del cercle a la descripció dual.
La idea de la dualitat T es pot estendre a teories més complicades, incloses les teories de supercordes. L'existència d'aquestes dualitats implica que teories de supercordes aparentment diferents són realment equivalents físicament. Això va portar a la constatació, a mitjans de la dècada de 1990, que totes les cinc teories de supercordes consistents són només casos límit diferents d'una única teoria d'onze dimensions anomenada teoria M.
En general, la dualitat T relaciona dues teories amb geometries espai-temps diferents. D'aquesta manera, la dualitat T suggereix un possible escenari en el qual les nocions clàssiques de geometria es descomponen en una teoria de la física a escala de Planck. Les relacions geomètriques suggerides per la dualitat T també són importants en matemàtiques pures. De fet, segons la conjectura SYZ d'Andrew Strominger, Shing-Tung Yau i Eric Zaslow, la dualitat T està estretament relacionada amb una altra dualitat anomenada simetria mirall, que té aplicacions importants en una branca de les matemàtiques anomenada geometria algebraica enumerativa.

## Visió general

### Cordes i dualitat
La dualitat T és un exemple particular d'una noció general de dualitat en física. El terme dualitat es refereix a una situació en què dos sistemes físics aparentment diferents resulten equivalents d'una manera no trivial. Si dues teories estan relacionades per una dualitat, vol dir que una teoria es pot transformar d'alguna manera de manera que acabi semblant l'altra teoria. Aleshores es diu que les dues teories són duals l'una a l'altra sota la transformació. Dit d'una altra manera, les dues teories són descripcions matemàticament diferents dels mateixos fenòmens.
Com moltes de les dualitats estudiades a la física teòrica, la dualitat T es va descobrir en el context de la teoria de cordes. En la teoria de cordes, les partícules no es modelen com a punts de dimensió zero sinó com a objectes estesos unidimensionals anomenats cordes. La física de les cordes es pot estudiar en diversos nombres de dimensions. A més de tres dimensions familiars de l'experiència quotidiana (amunt/avall, esquerra/dreta, endavant/enrere), les teories de cordes poden incloure una o més dimensions compactes que s'enrotllen en cercles.
Una analogia estàndard per a això és considerar un objecte multidimensional com una mànega de jardí. Si la mànega es veu des d'una distància suficient, sembla que només té una dimensió, la seva longitud. Tanmateix, a mesura que s'acosta a la mànega, descobreix que conté una segona dimensió, la seva circumferència. Així, una formiga que s'arrossegueix al seu interior es mou en dues dimensions. Aquestes dimensions addicionals són importants en la dualitat T, que relaciona una teoria en què les cordes es propaguen en un cercle d'algun radi {\displaystyle R} a una teoria en què les cordes es propaguen en un cercle de radi {\displaystyle 1/R}.

### Nombres sinuosos
En matemàtiques, el nombre d'enrotllaments d'una corba en el pla al voltant d'un punt donat és un nombre enter que representa el nombre total de vegades que aquesta corba viatja en sentit contrari a les agulles del rellotge al voltant del punt. La noció de nombre de bobinat és important en la descripció matemàtica de la dualitat T on s'utilitza per mesurar l'enrotllament de cordes al voltant de dimensions extra compactes.
Per exemple, la imatge següent mostra diversos exemples de corbes en el pla, il·lustrats en vermell. Se suposa que cada corba està tancada, és a dir, no té punts finals i es permet tallar-se. Cada corba té una orientació donada per les fletxes de la imatge. En cada situació, hi ha un punt distingit en el pla, il·lustrat en negre. El nombre d'enrotllaments de la corba al voltant d'aquest punt distingit és igual al nombre total de girs en sentit contrari a les agulles del rellotge que fa la corba al voltant d'aquest punt.
| {\displaystyle \cdots } |    |    |   |                         |
|                         | −2 | −1 | 0 |                         |
|                         |    |    |   | {\displaystyle \cdots } |
|                         | 1  | 2  | 3 |                         |

Quan es compta el nombre total de girs, els girs en sentit contrari a les agulles del rellotge compten com a positius, mentre que els girs en sentit horari es compten com a negatius. Per exemple, si la corba encercla primer l'origen quatre vegades en sentit contrari a les agulles del rellotge i després gira l'origen una vegada en el sentit de les agulles del rellotge, aleshores el nombre total d'enrotllaments de la corba és tres. D'acord amb aquest esquema, una corba que no viatja al voltant del punt distingit en absolut té un nombre de bobinatge zero, mentre que una corba que viatja en el sentit de les agulles del rellotge al voltant del punt té un nombre de bobinatge negatiu. Per tant, el nombre d'enrotllaments d'una corba pot ser qualsevol nombre enter. Les imatges de dalt mostren corbes amb nombres sinuosos entre -2 i 3:

### Moments quantificats
Les teories més simples en les quals sorgeix la dualitat T són models sigma bidimensionals amb espais objectiu circulars, és a dir, bosons lliures compactats. Aquestes són teories de camp quàntics simples que descriuen la propagació de cordes en un espai-temps imaginari amb forma de cercle. Així, les cordes es poden modelar com a corbes en el pla que es limiten a situar-se en un cercle, per exemple de radi {\displaystyle R}, sobre l'origen. A continuació, se suposa que les cadenes estan tancades (és a dir, sense punts finals).